# 女は二度生まれる
『女は二度生まれる』（おんなはにどうまれる）は、1961年公開の日本映画。原作は富田常雄の『小えん日記』(講談社、1959年)で、監督は川島雄三。

## あらすじ
芸なし芸者・小えんは、本能の赴くまま気の向くまま行動する天衣無縫の性格。男相手に商売を続ける彼女は、ある日、道中ですれ違った大学生・牧にほのかな恋心を寄せる。そして、矢島という遊び人と箱根へ行った帰り、小えんは初めて牧と話をするが…。

## 出演者
- 小えん：若尾文子
- 牧純一郎：藤巻潤
- 筒井清正：山村聡
- 島崎：菅原通済（特別出演）
- 矢島賢造：山茶花究
- 山脇里子：江波杏子
- 筒井敏子：高野通子
- 桜田：潮万太郎
- 吟子：倉田マユミ
- 猪谷先生：上田吉二郎
- お勢：村田知栄子
- 桃千代：八潮悠子
- とき哉：山内敬子
- 野崎の妻：仁木多鶴子
- 矢の字：花井弘子
- 木村信子：紺野ユカ
- 小吉：目黒幸子
- お高：村田扶実子
- 筒井圭子：山岡久乃
- 園子：穂高のり子
- 寿美吉：平井岐代子
- 佐助：耕田久鯉子
- 鶴子：三保まりこ
- 田中：中条静夫
- 和子：村井千恵子
- 呉服屋：中田勉
- 戸むらの女中：竹里光子
- 君代：山中和子
- 部長：大山健二
- アパート管理人：酒井三郎
- 泉山孝平：高見國一
- 野崎文夫：フランキー堺（東宝）

ほか

## スタッフ
- 監督：川島雄三（東宝）
- 企画：川崎治雄
- 原作：富田常雄「小えん日記」より、講談社版
- 脚本：井手俊郎（東宝）、川島雄三（東宝）
- 撮影：村井博
- 録音：長谷川光雄
- 照明：渡辺長治
- 美術：井上章
- 衣裳考証：三田村環
- 音楽：池野成
- 編集：中静達治
- 助監督：湯浅憲明
- 製作主任：大岡弘光
- 現像：東京現像所
- 衣裳提供：京都 白壽苑、十日町 セキヨシ